# Лога (парк)
Парк «Лога» — ландшафтний парк на хуторі Стара Станиця Ростовської області. Отримав назву по Логовій балці, в заплаві якої знаходиться.

## Історія і діяльність
Власник лакофарбового підприємства ТОВ «Престиж Холдинг», що знаходиться в Кам'янському районі Ростовської області — підприємець Сергій Олександрович Кушнаренко, створив в межах хутора Стара Станиця (в степової посушливої місцевості) ландшафтний парк «Лода» (що отримав неофіційну назву «Маленька Швейцарія»), який є прикладом сучасного садово-паркового мистецтва. 
Створений в 2012 році в європейському стилі на місці колишнього хутірського звалища. Спочатку займав територію в 16 гектаров, був розширений до 22 га, на яких розташовані понад сотні скульптур, кроляча нора, криві дзеркала, сад каменів, мости і альтанки, водяний млин, річка, озеро, водоспади, живі олені, лебеді, павичі, безліч видів дерев і квітів.
Розвиток парку продовжується і в даний час розширюється його територія, будуються нові ландшафтні об'єкти, з'являються ресторани і кафе, планується будівництво аквапарку та готелю. У 2013 році на території парку почалося спорудження православного храму Преподобного Сергія Радонезького, зведеного в 2015 році. У 2016 році парк відвідав губернатор Ростовської області Василь Голубєв, який пообіцяв підтримку парку та будівництва до нього окремої дороги з автомобільної траси М-4 «Дон».

Парк працює цілодобово, є автомобільна парковка. В'їзд здійснюється з траси «Дон» через автомобільну розв'язку за вказівником на Стару Станицю.

Фотогалерея
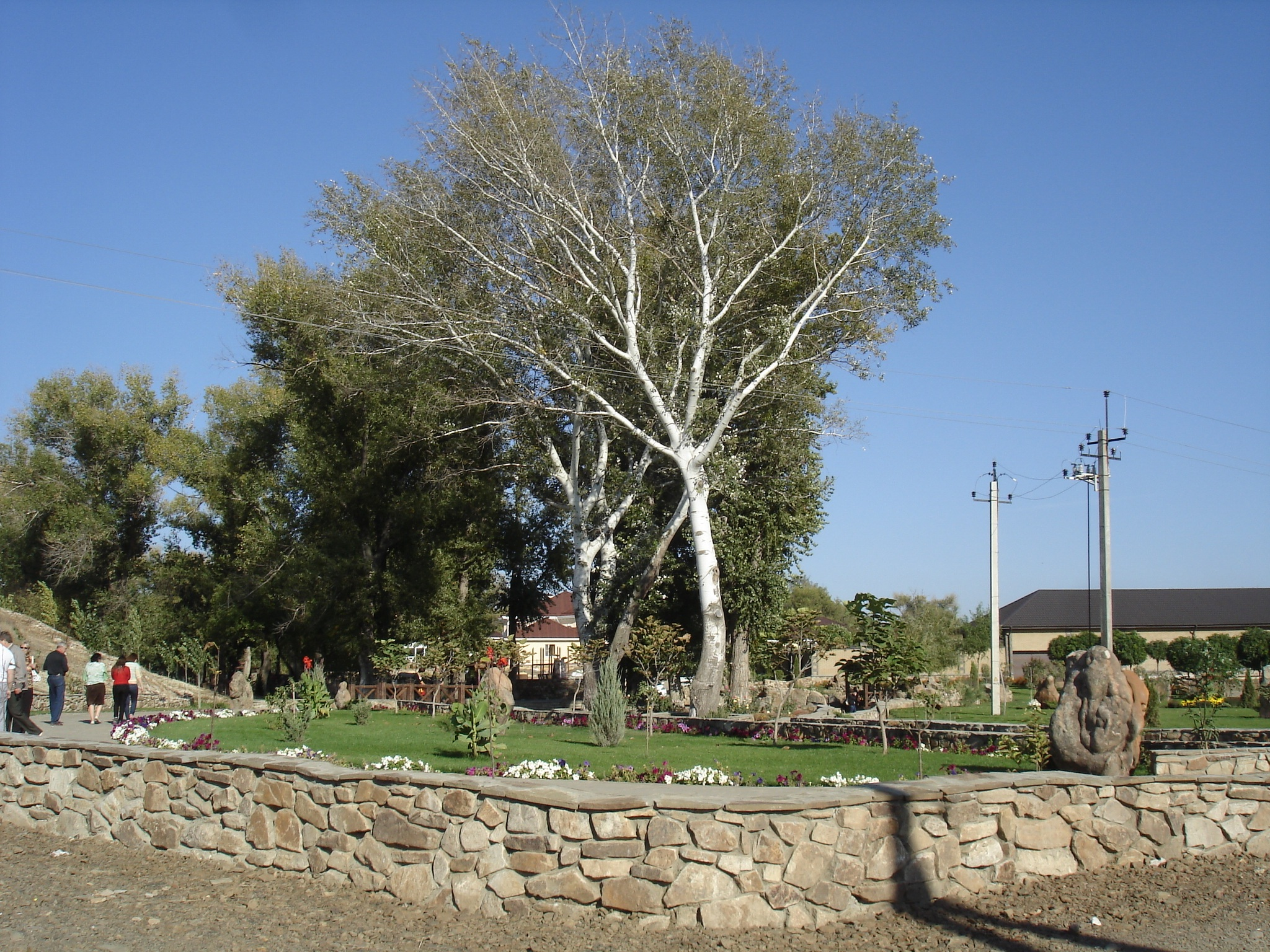
Початок паркової зони
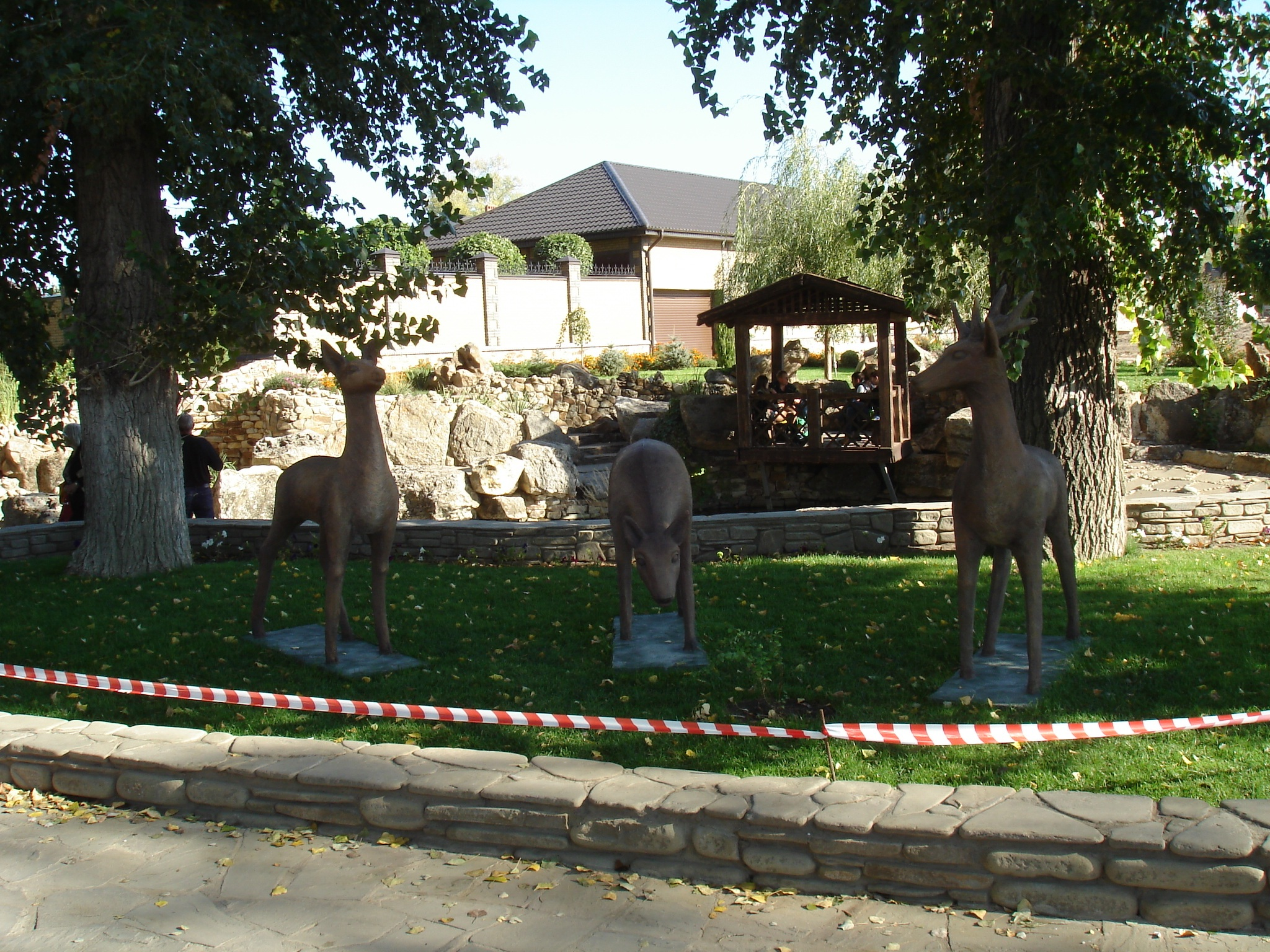
Скульптури тварин
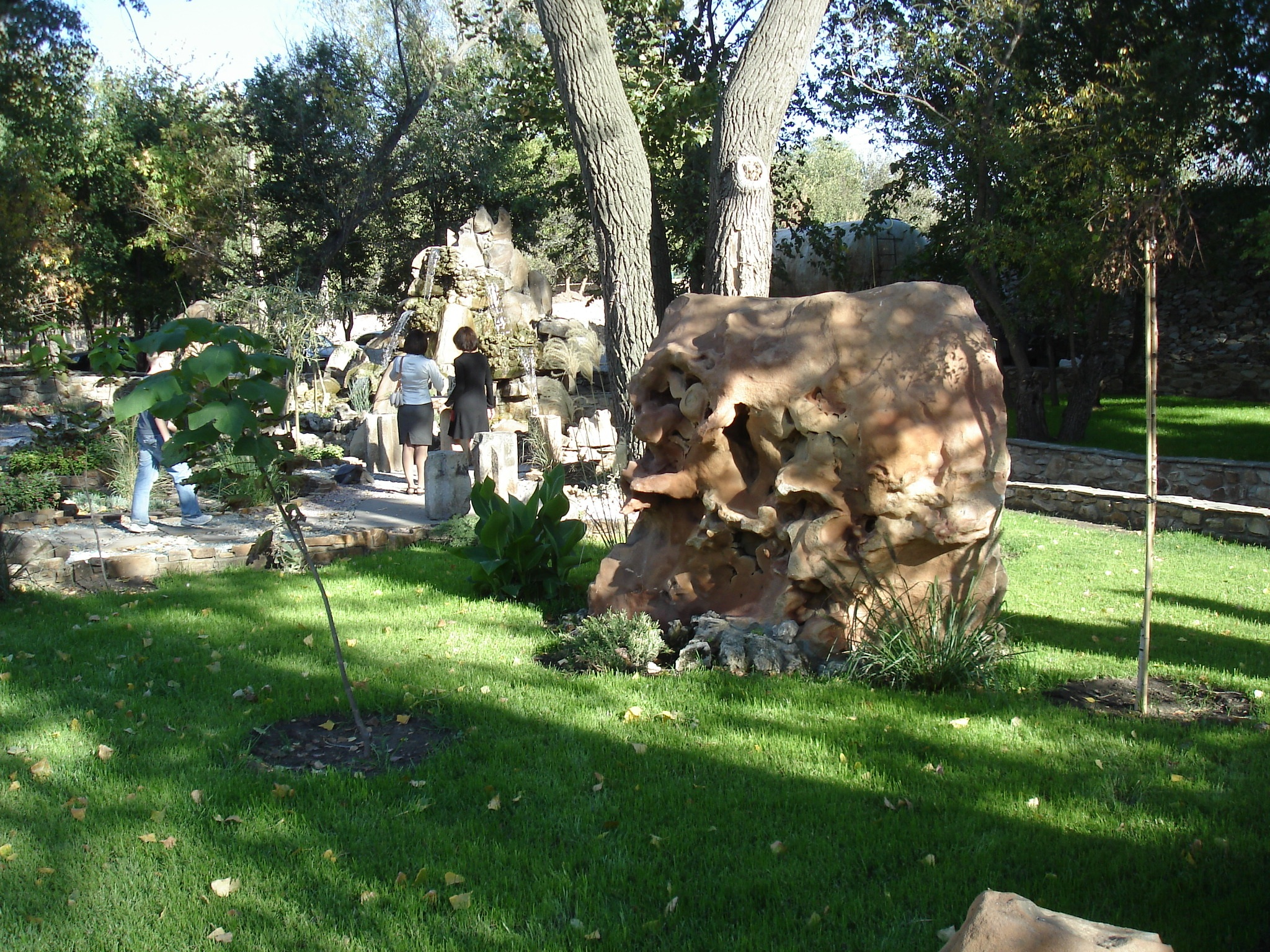
Водоспад на алеї каменів
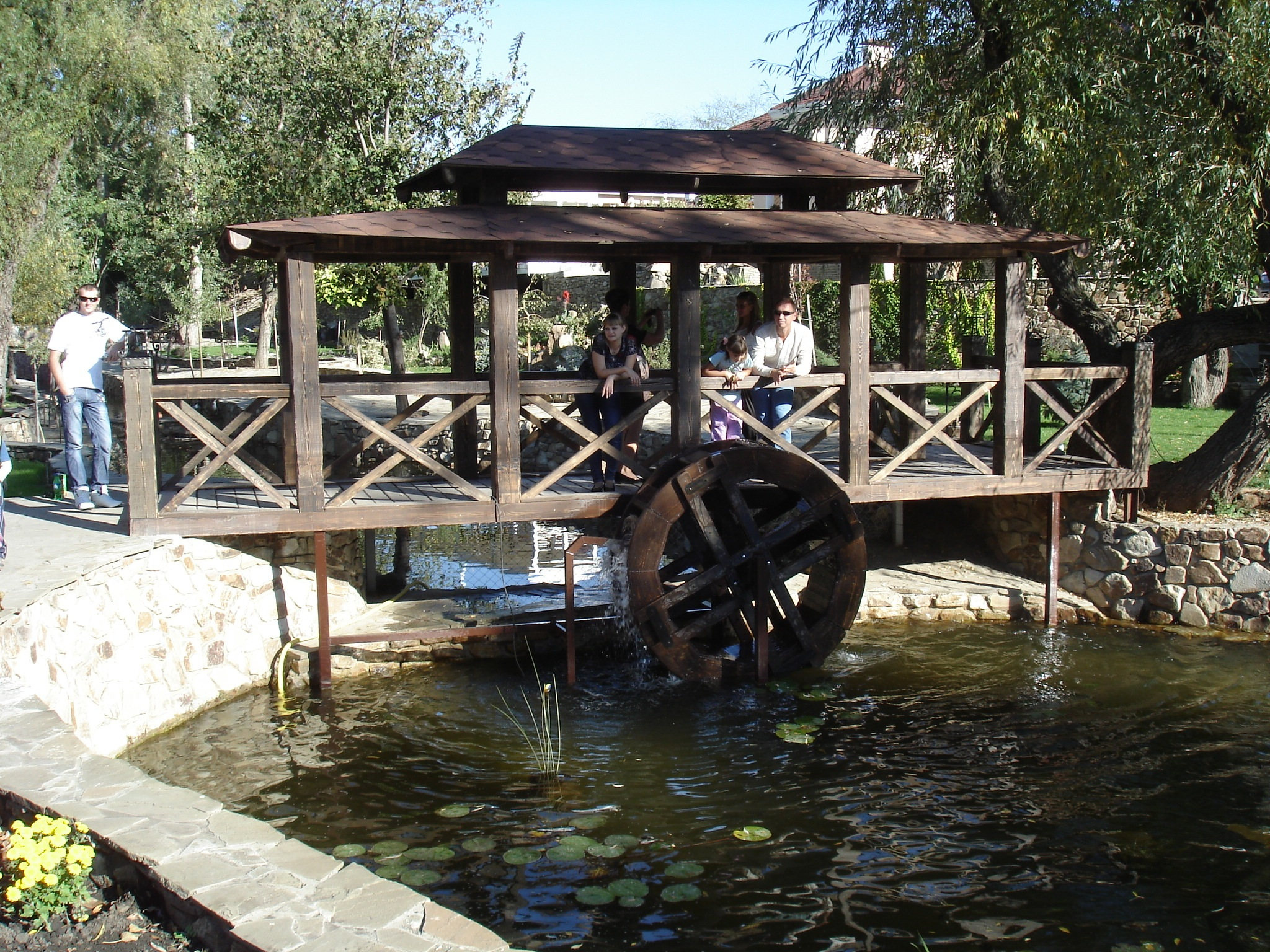
Міст з водяним колесом
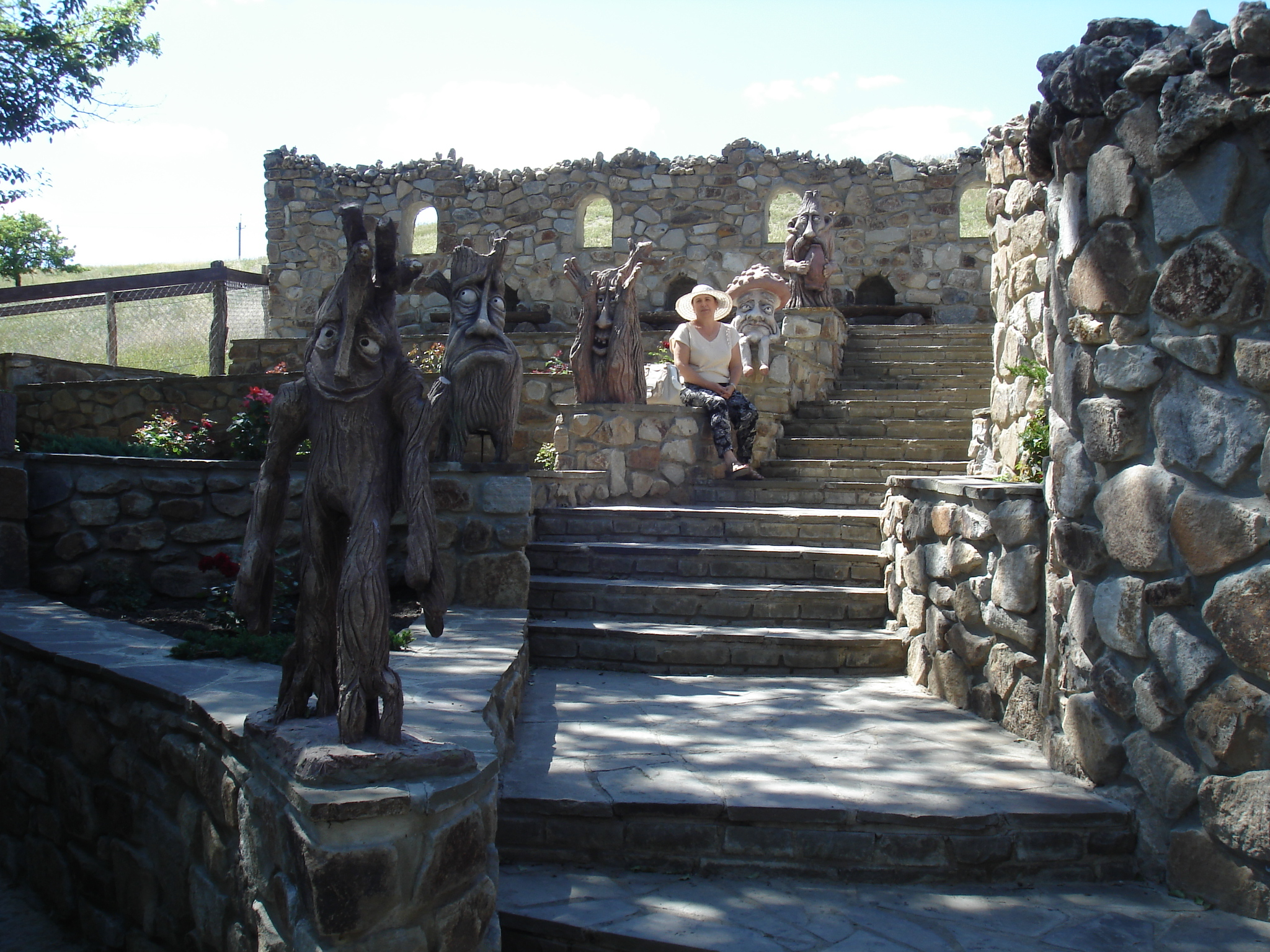
Одна із зон відпочинку
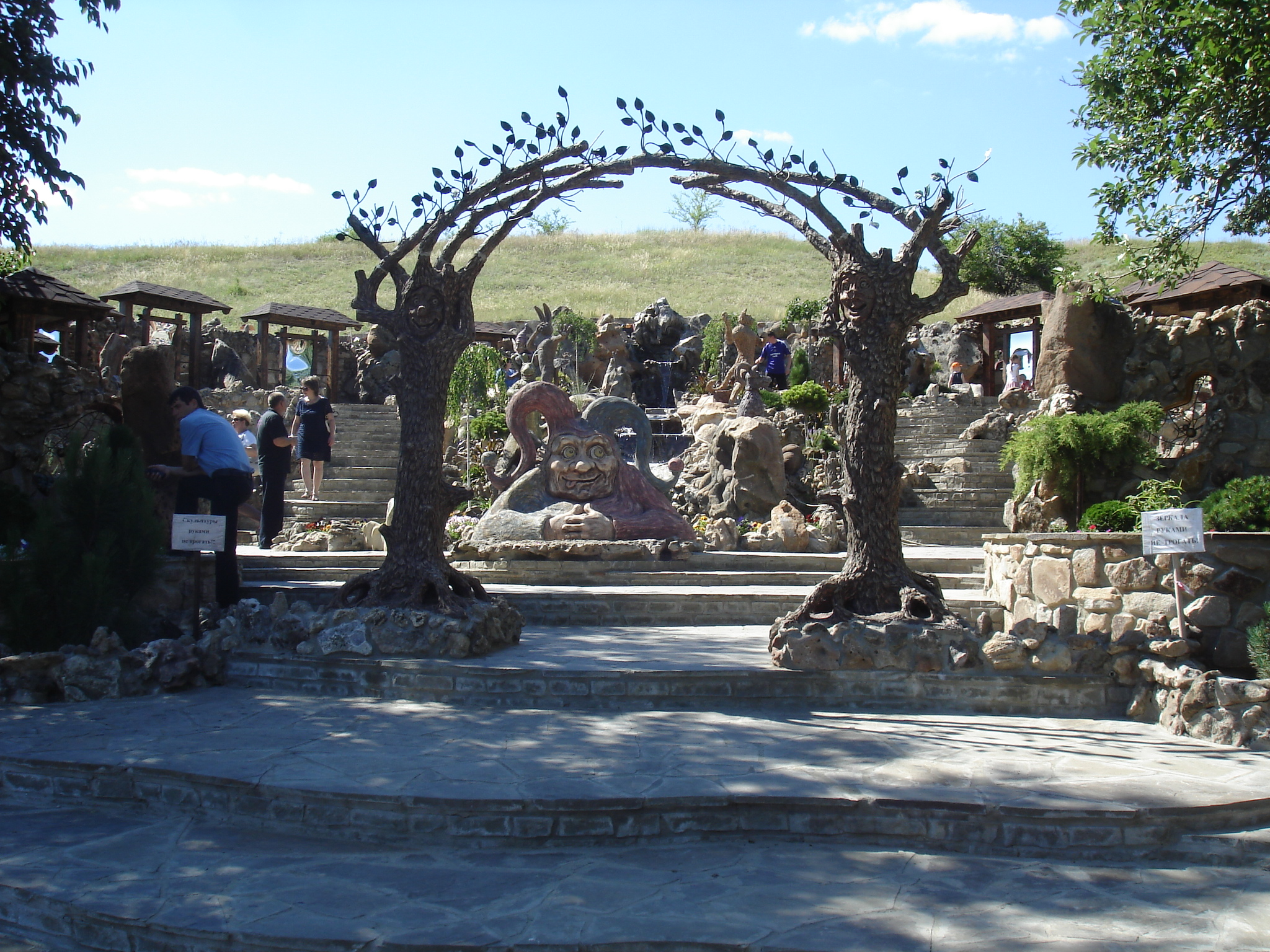
«Королівство кривих дзеркал»
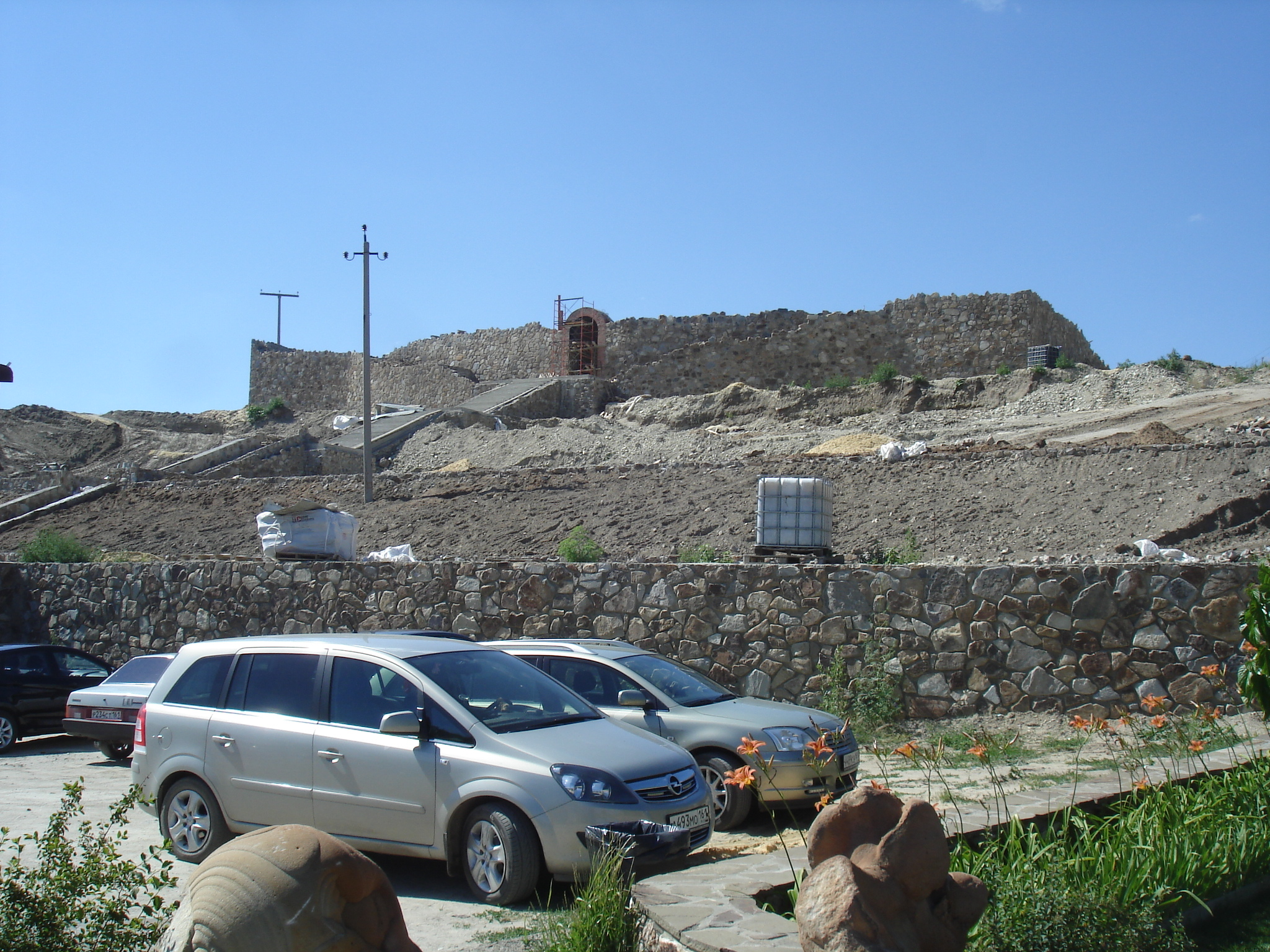
Будується храм Преподобного Сергія Радонезького
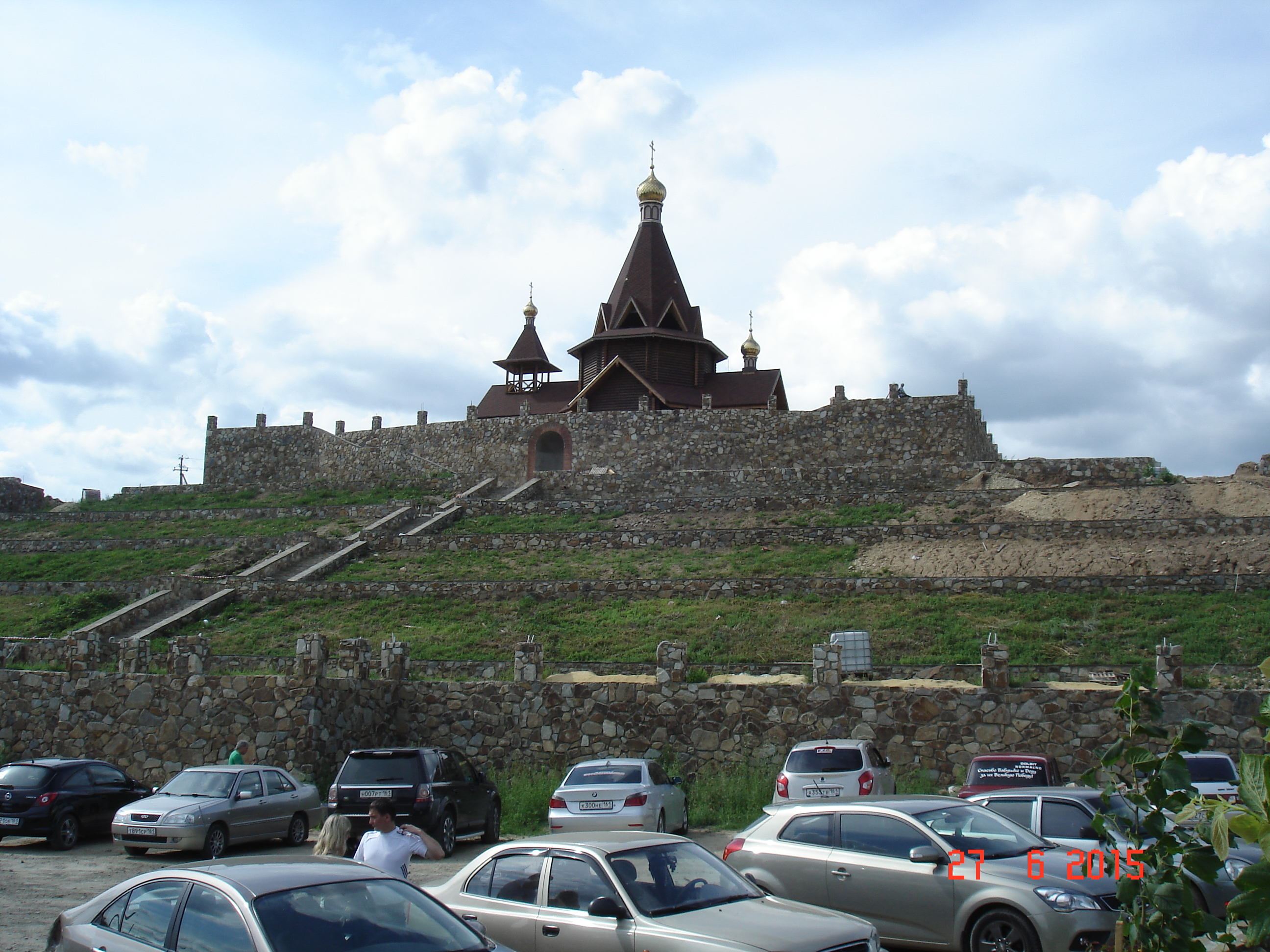
Збудований храм Преподобного Сергія Радонезького
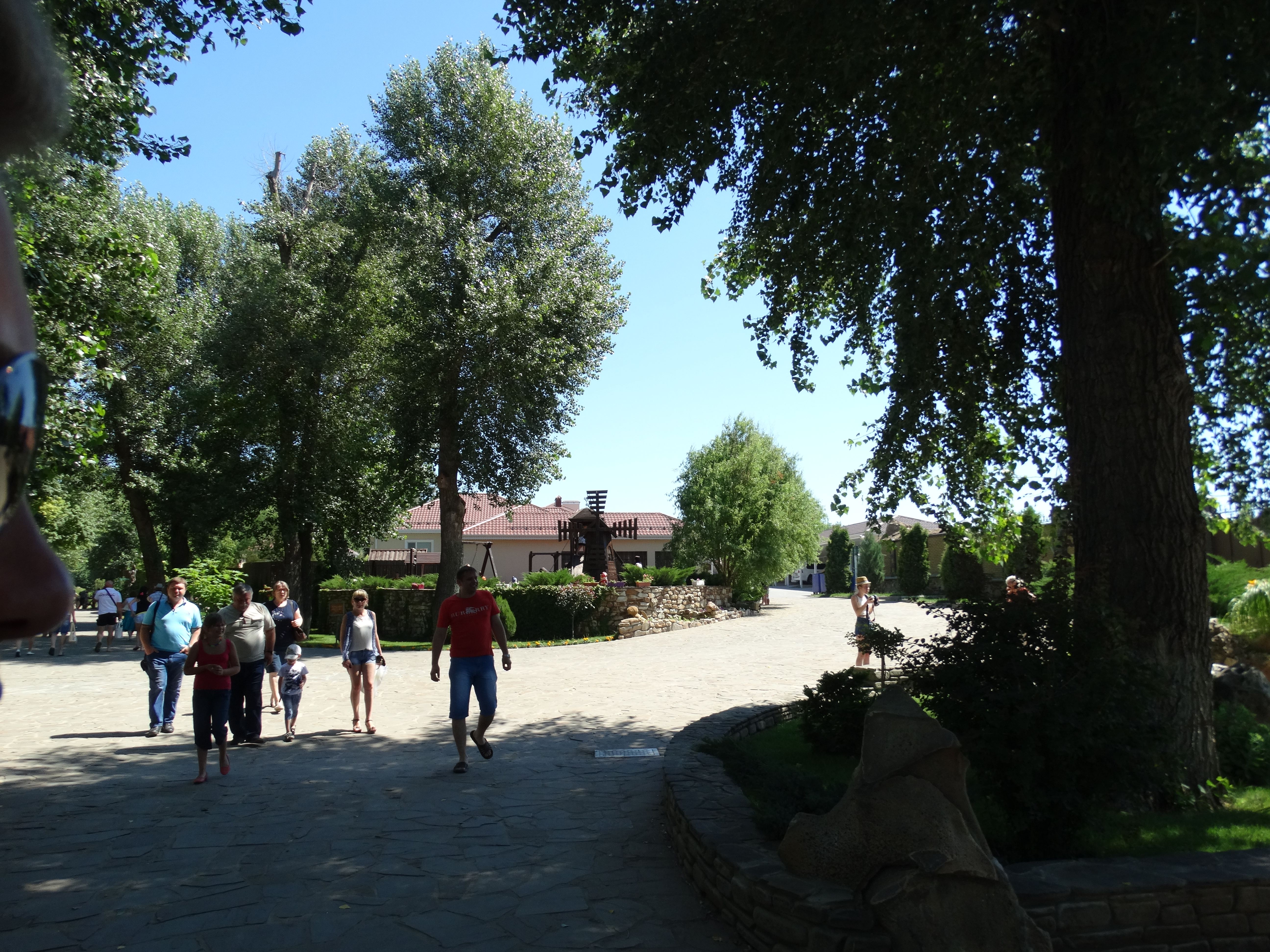
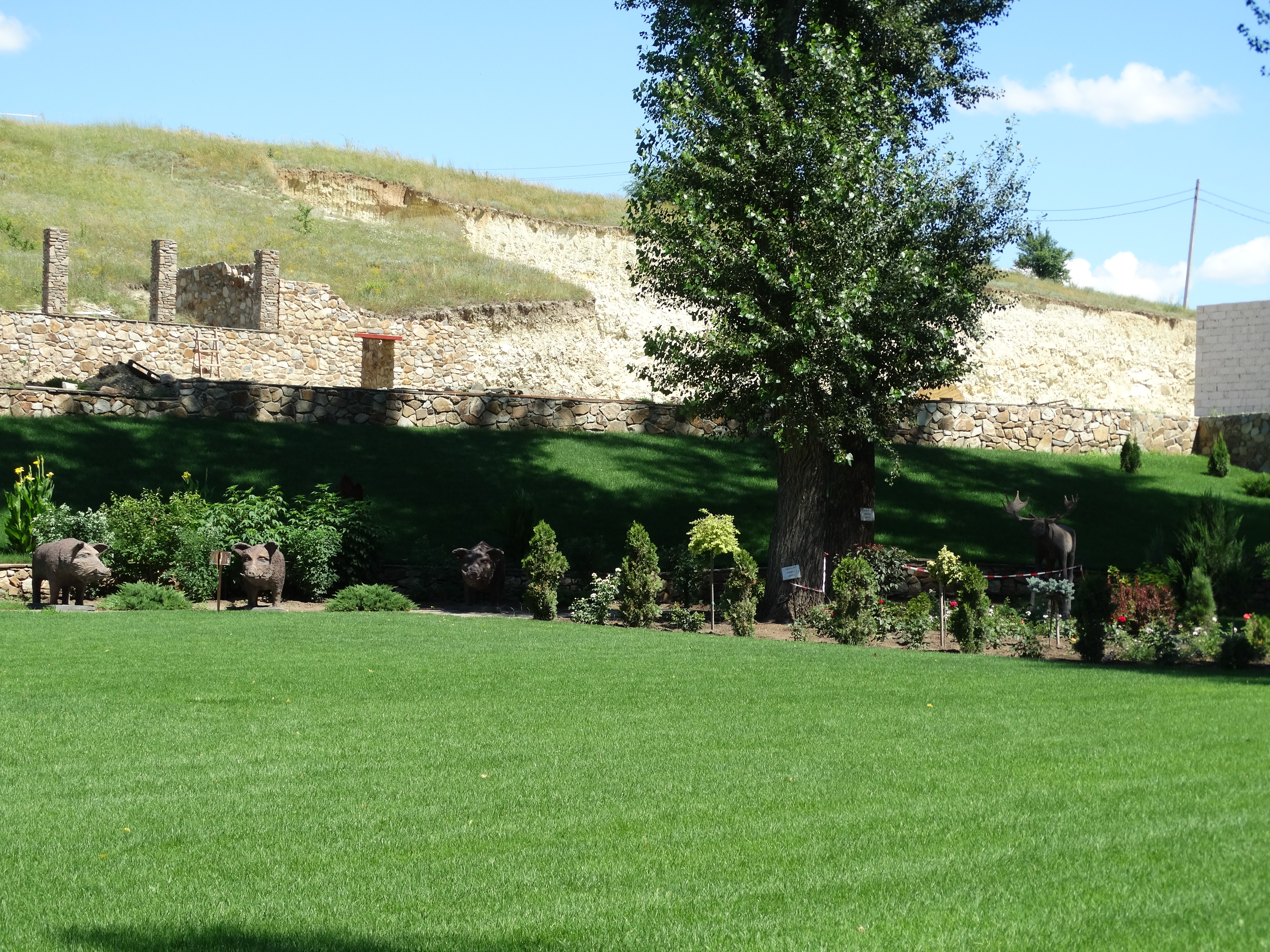
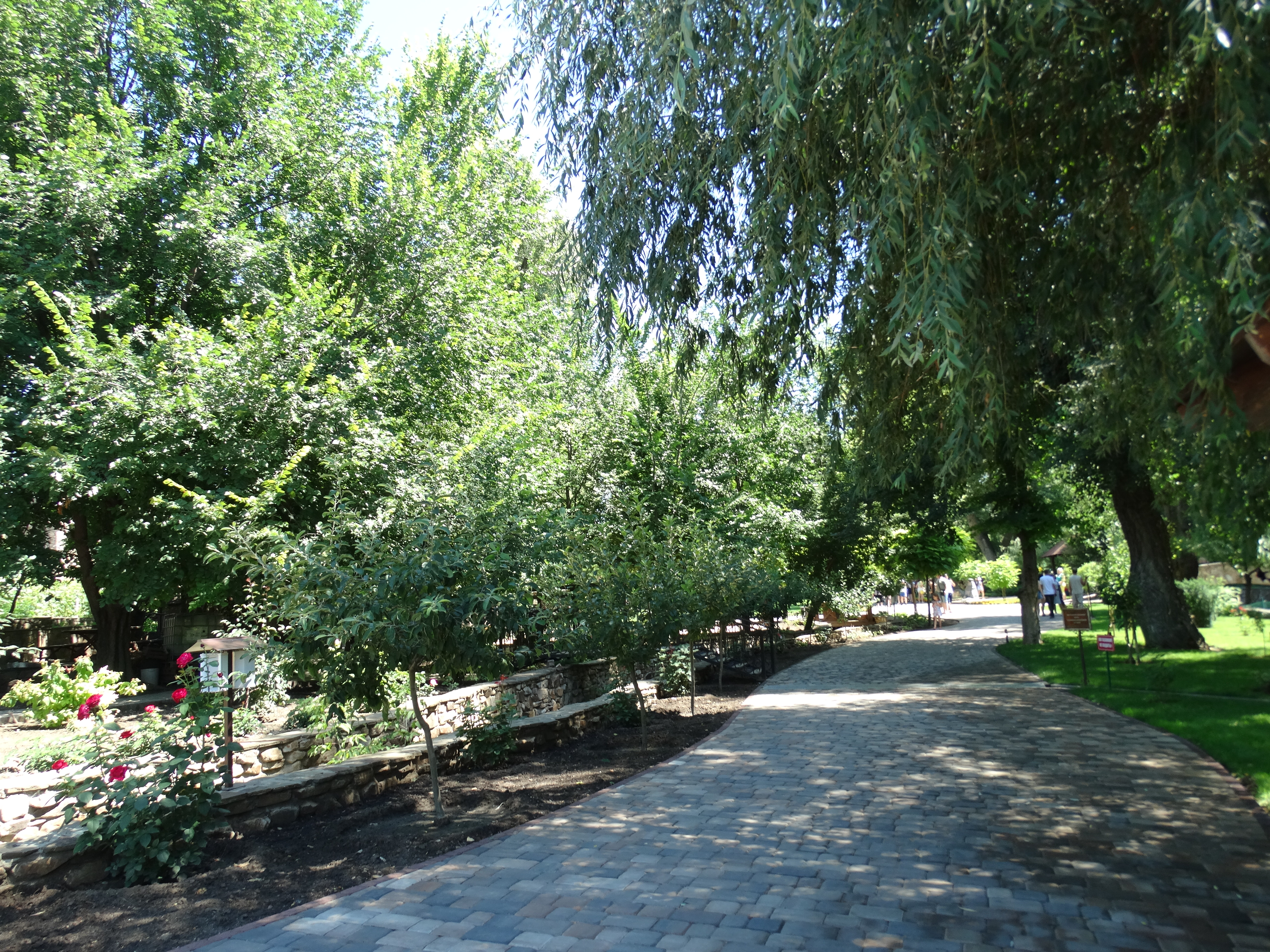
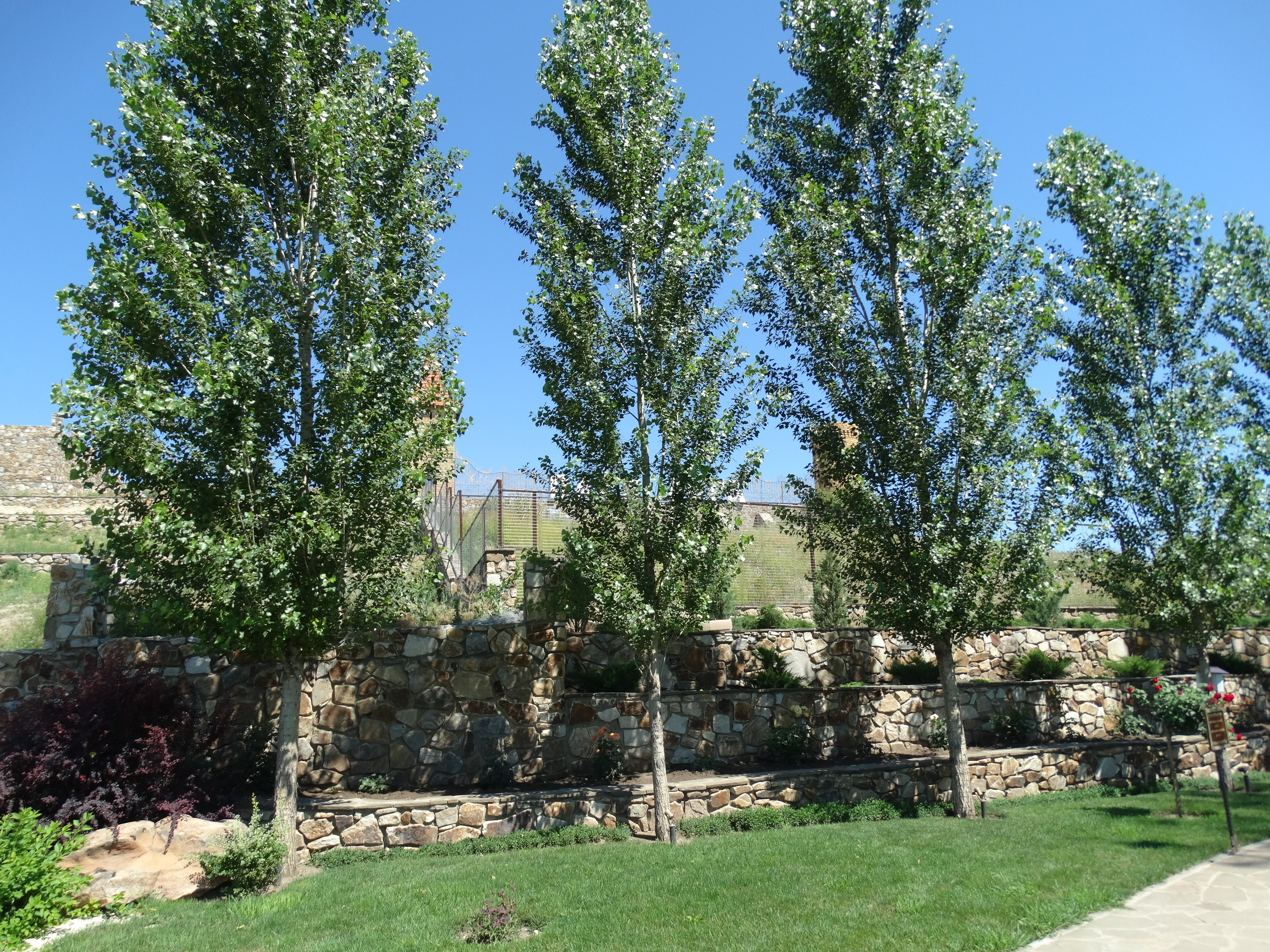
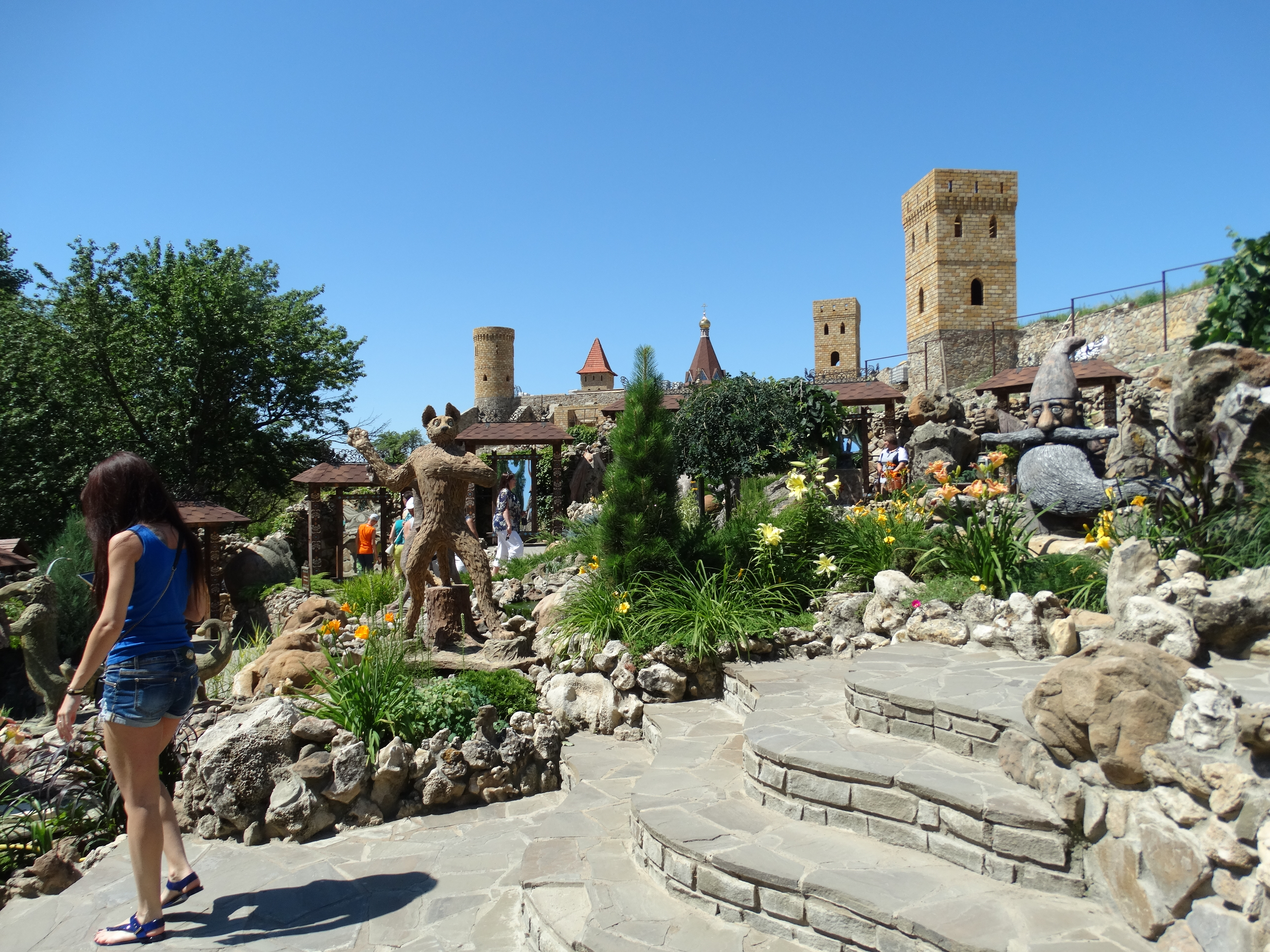
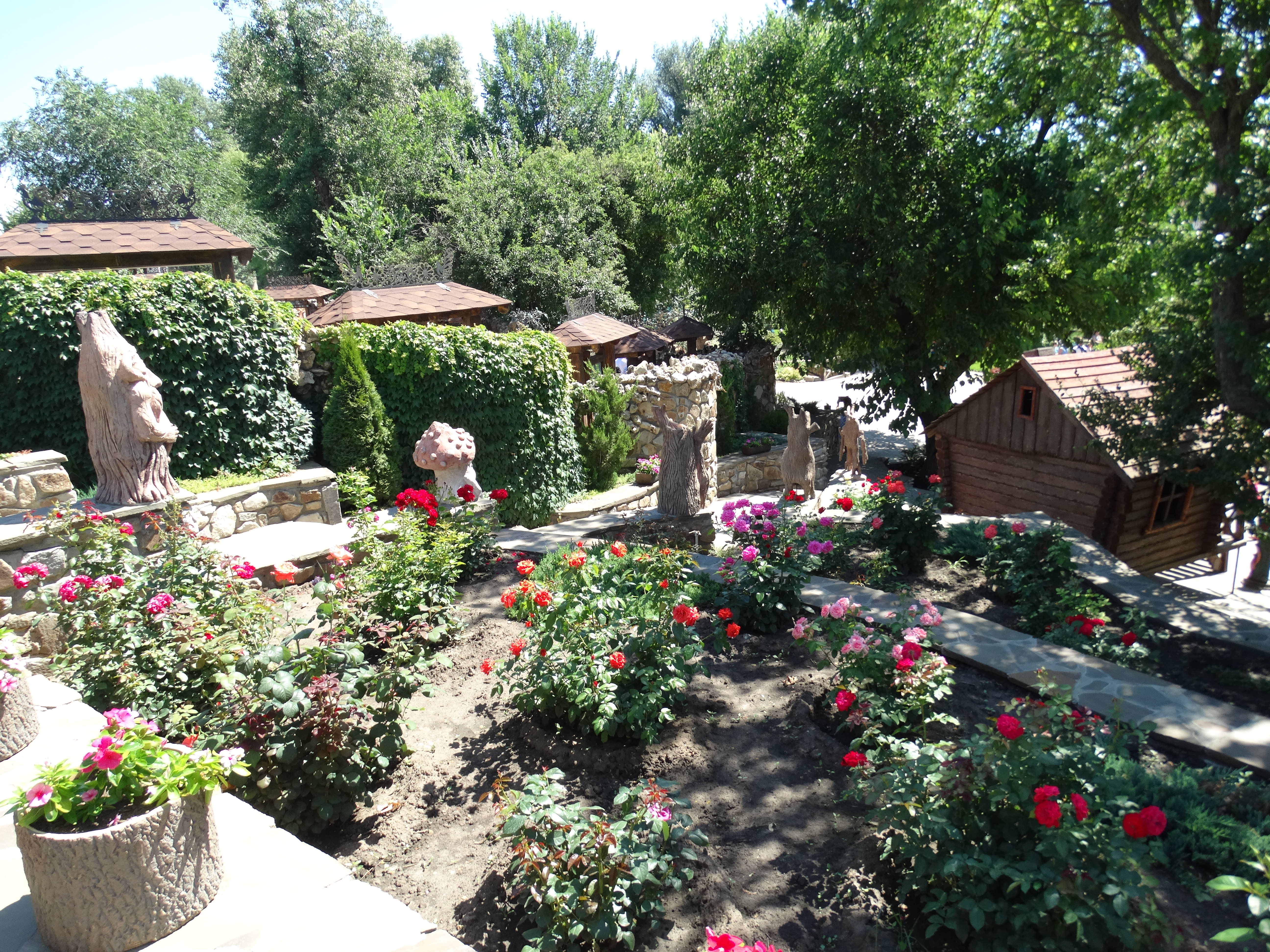
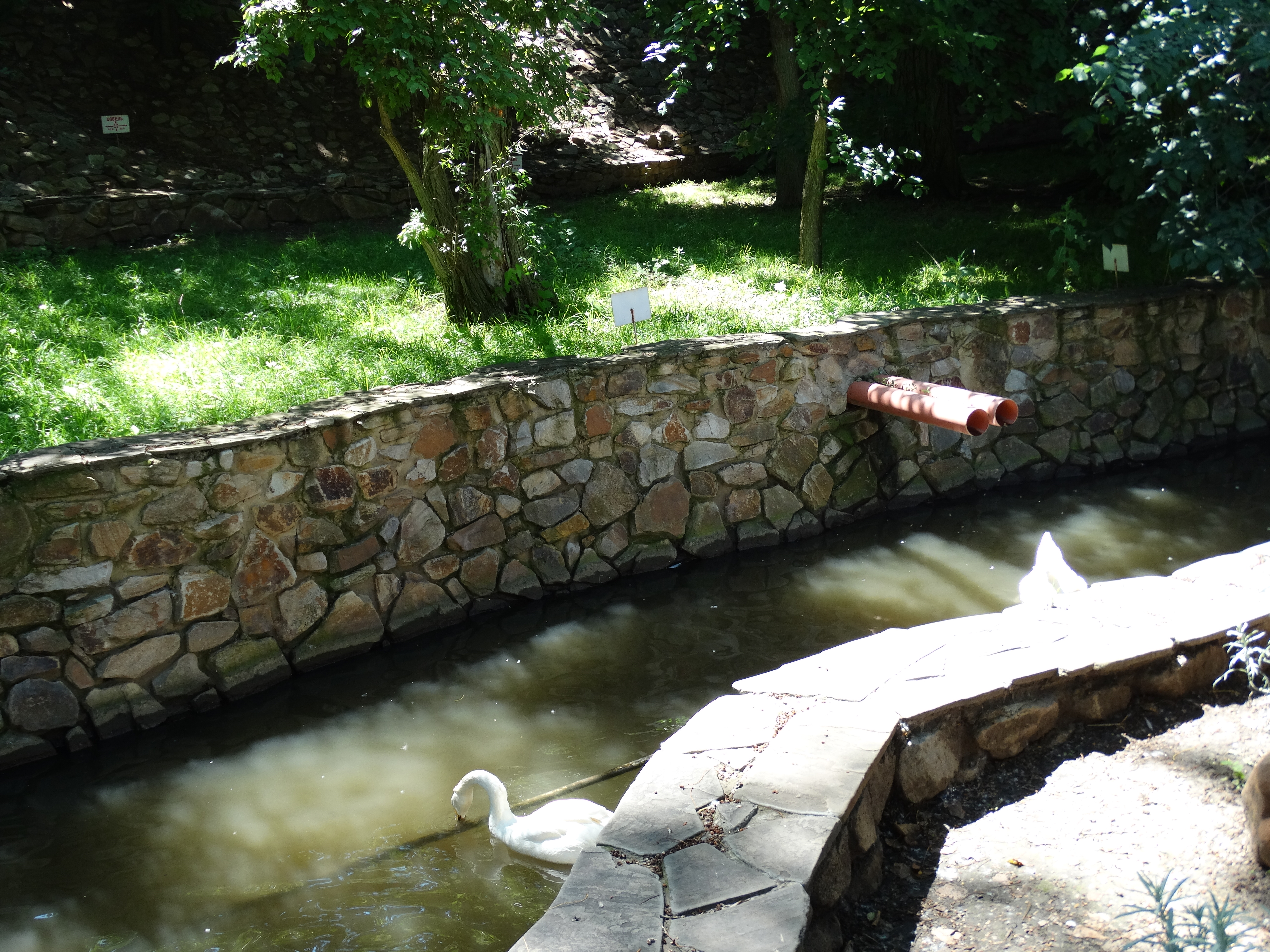
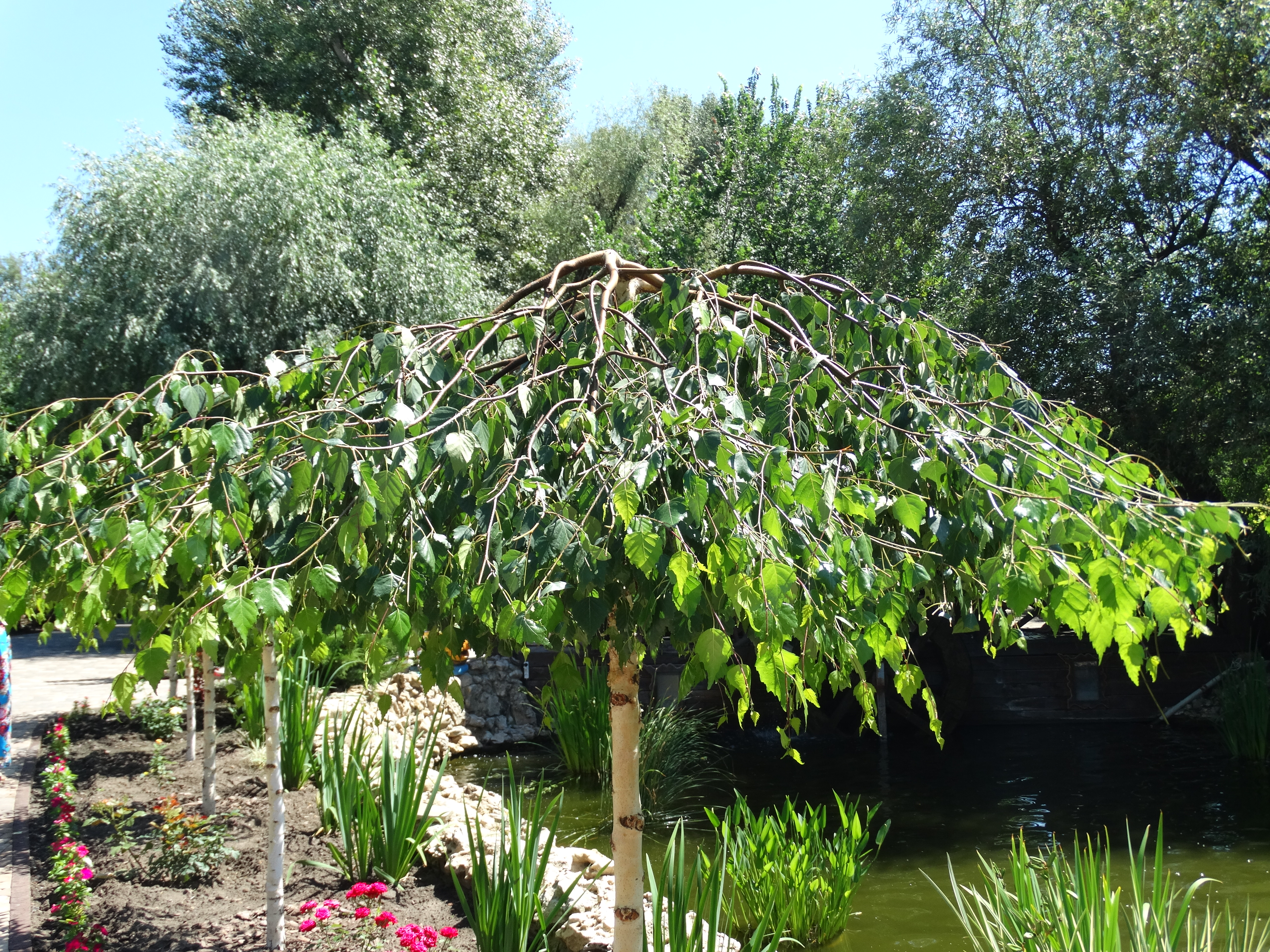
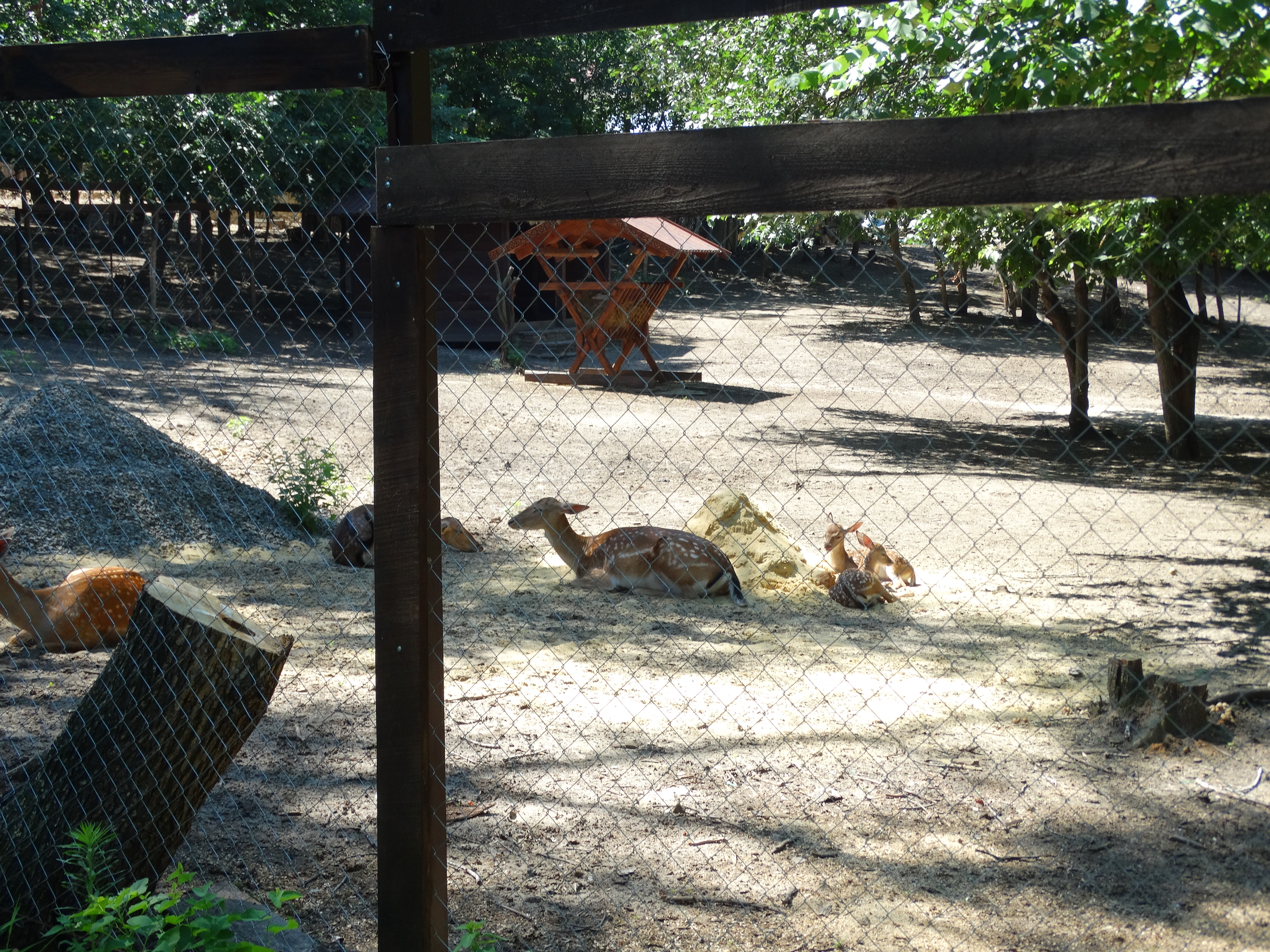
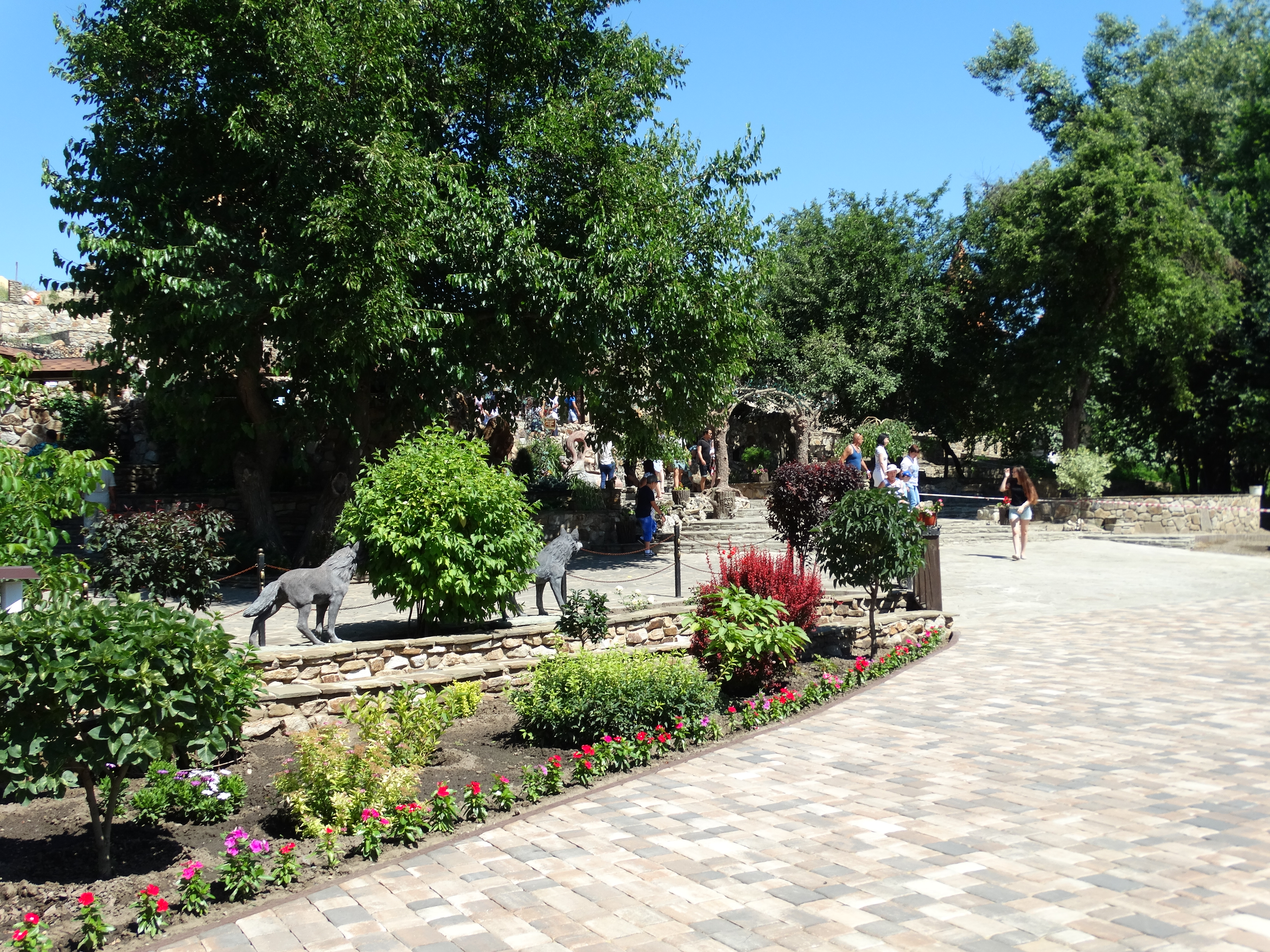
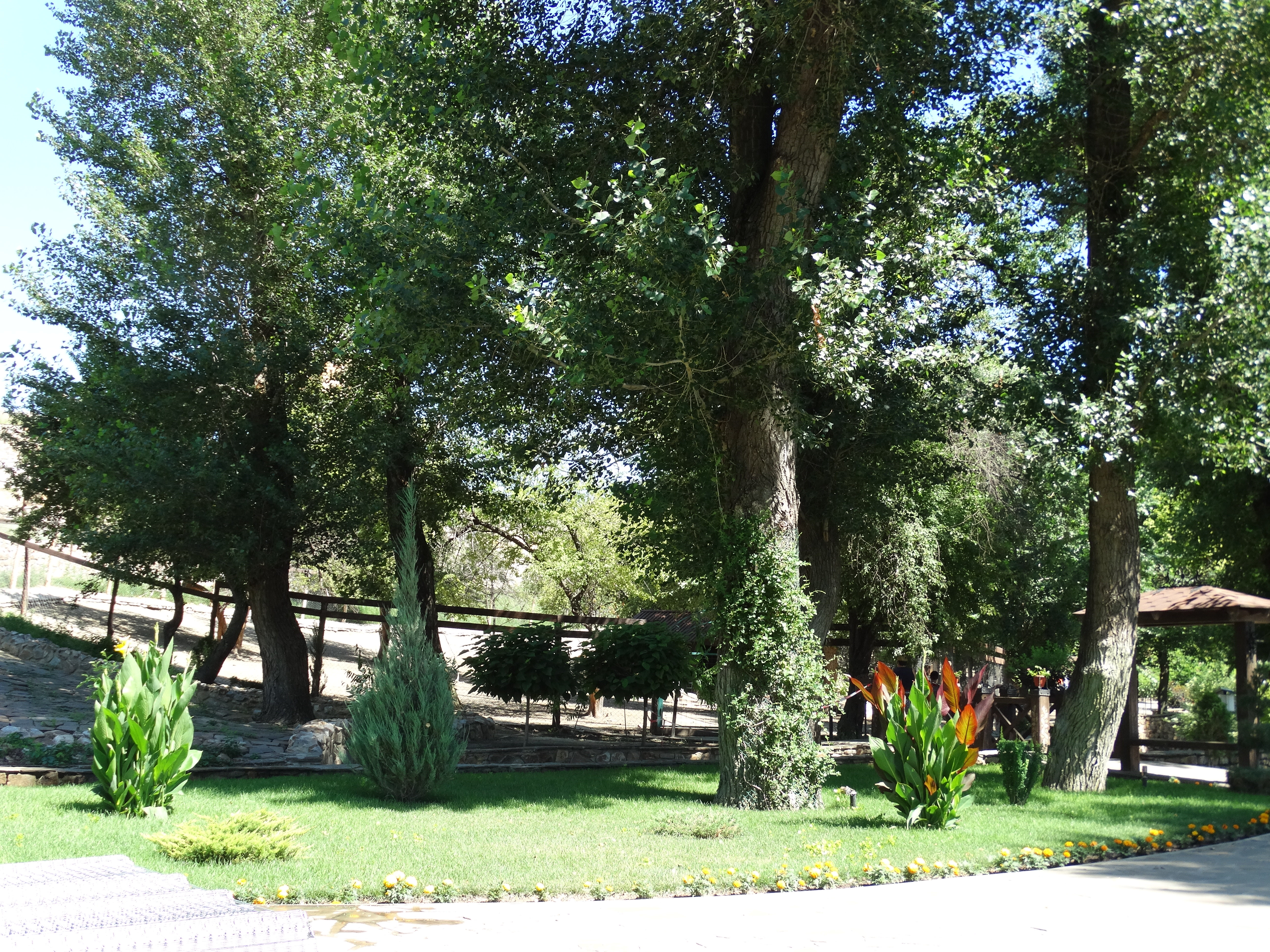
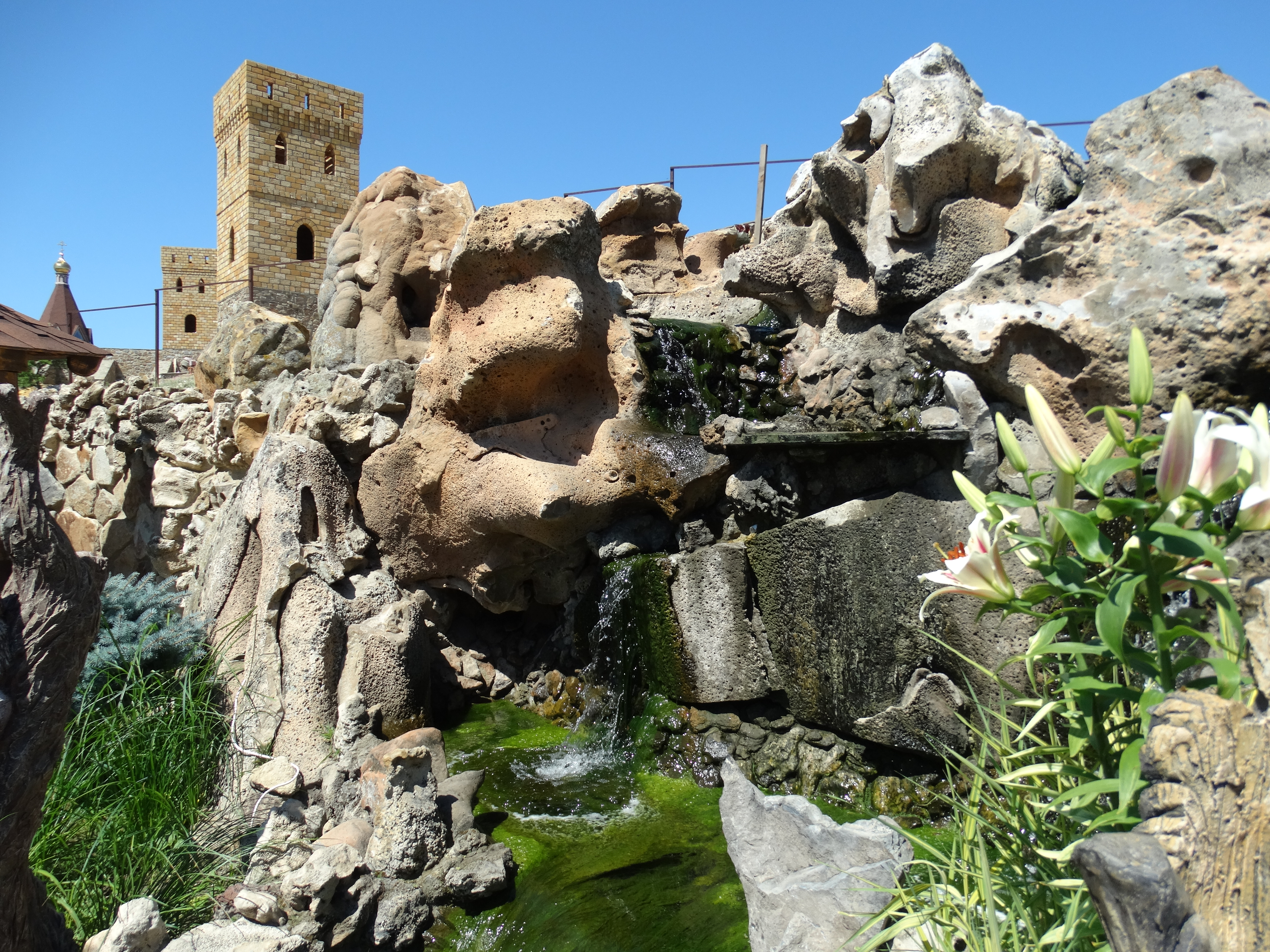
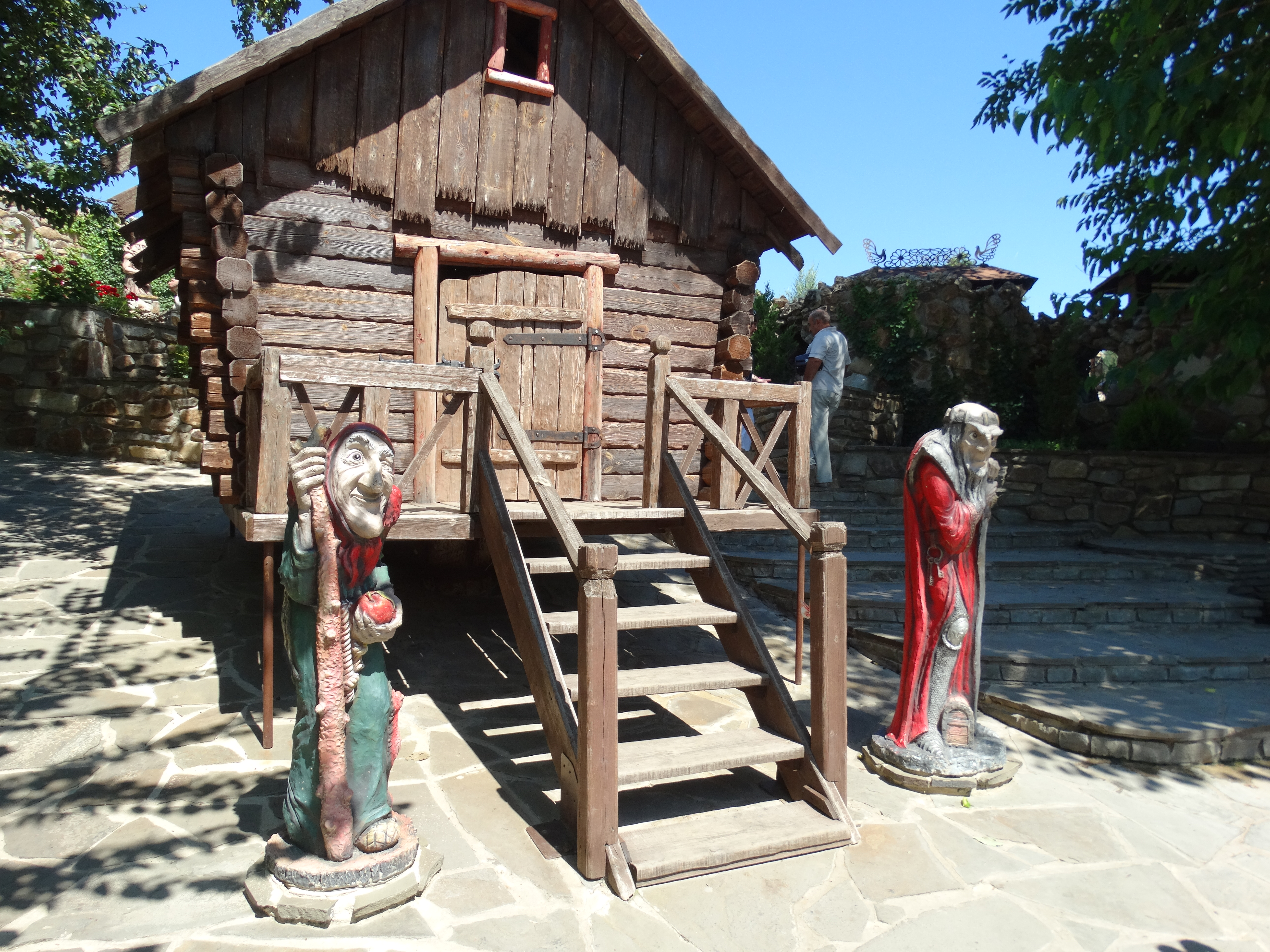
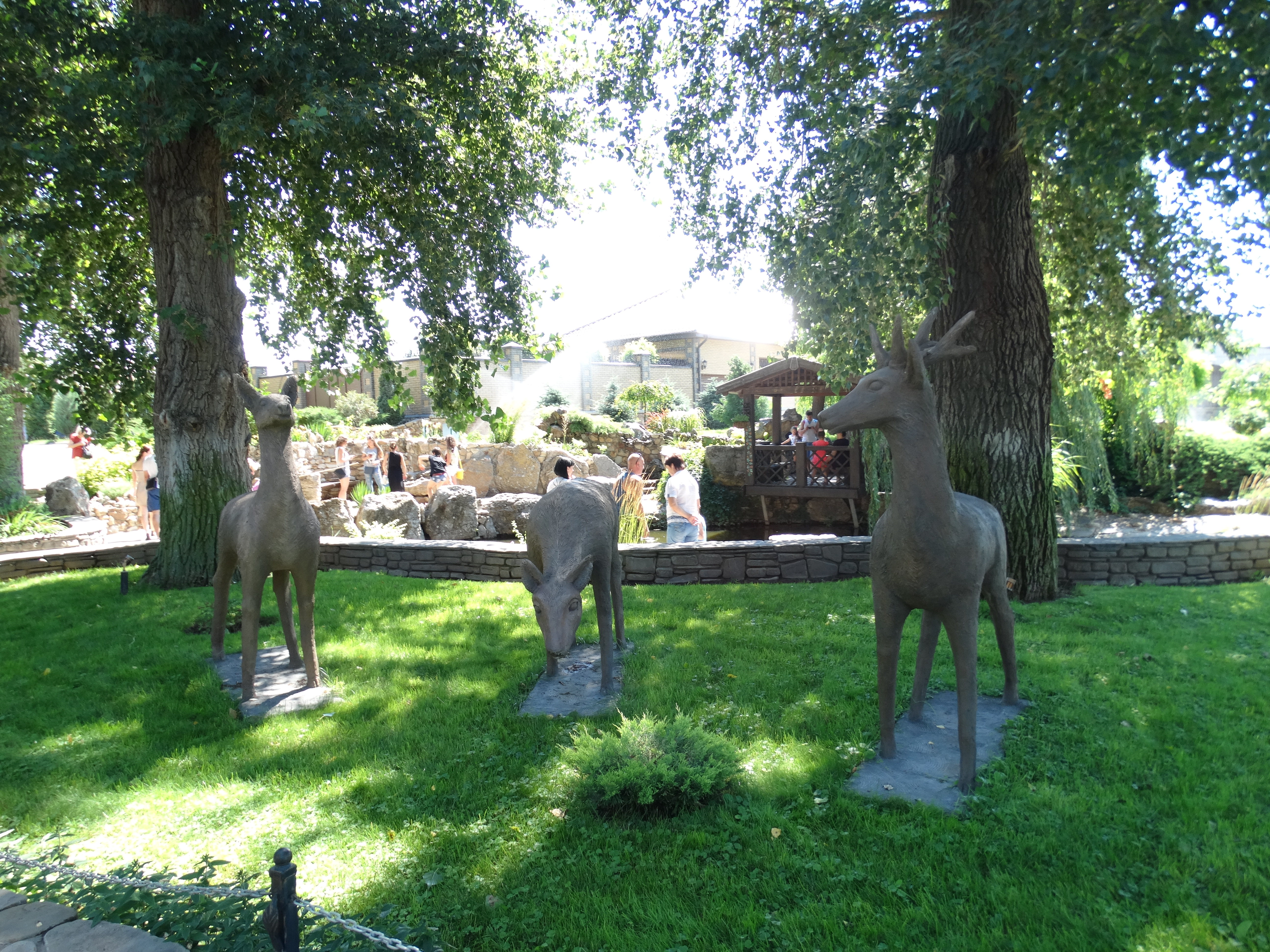
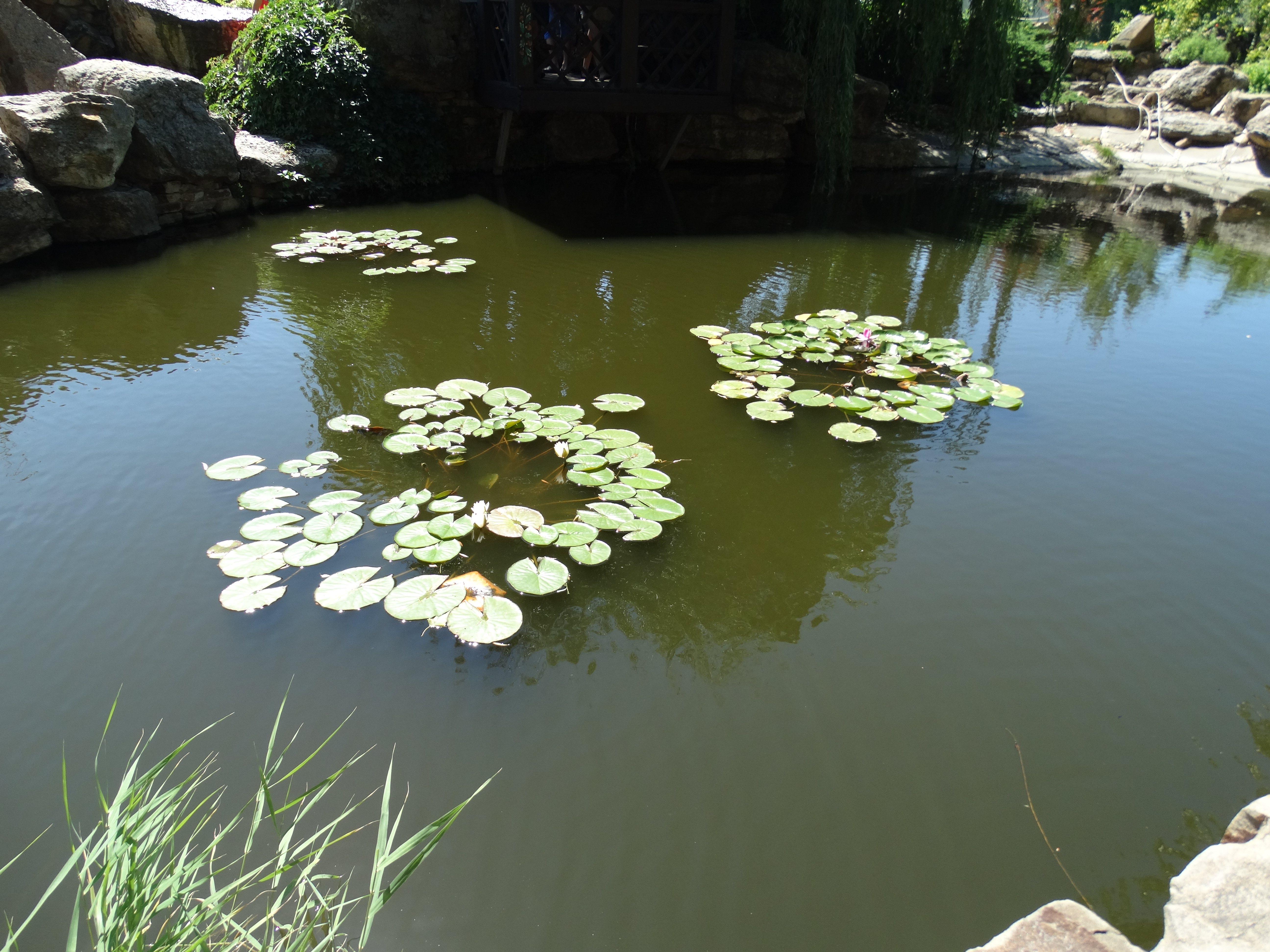
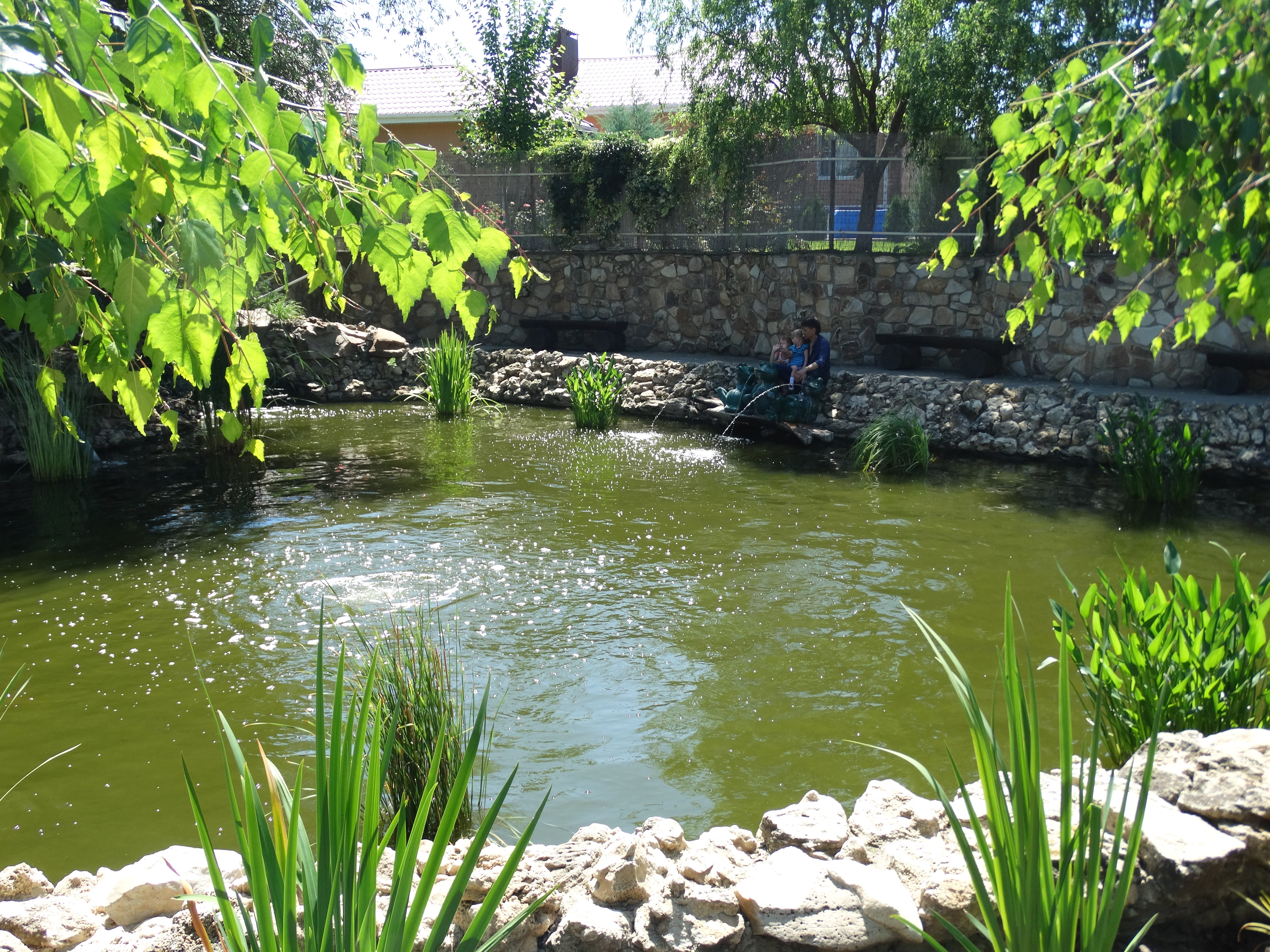
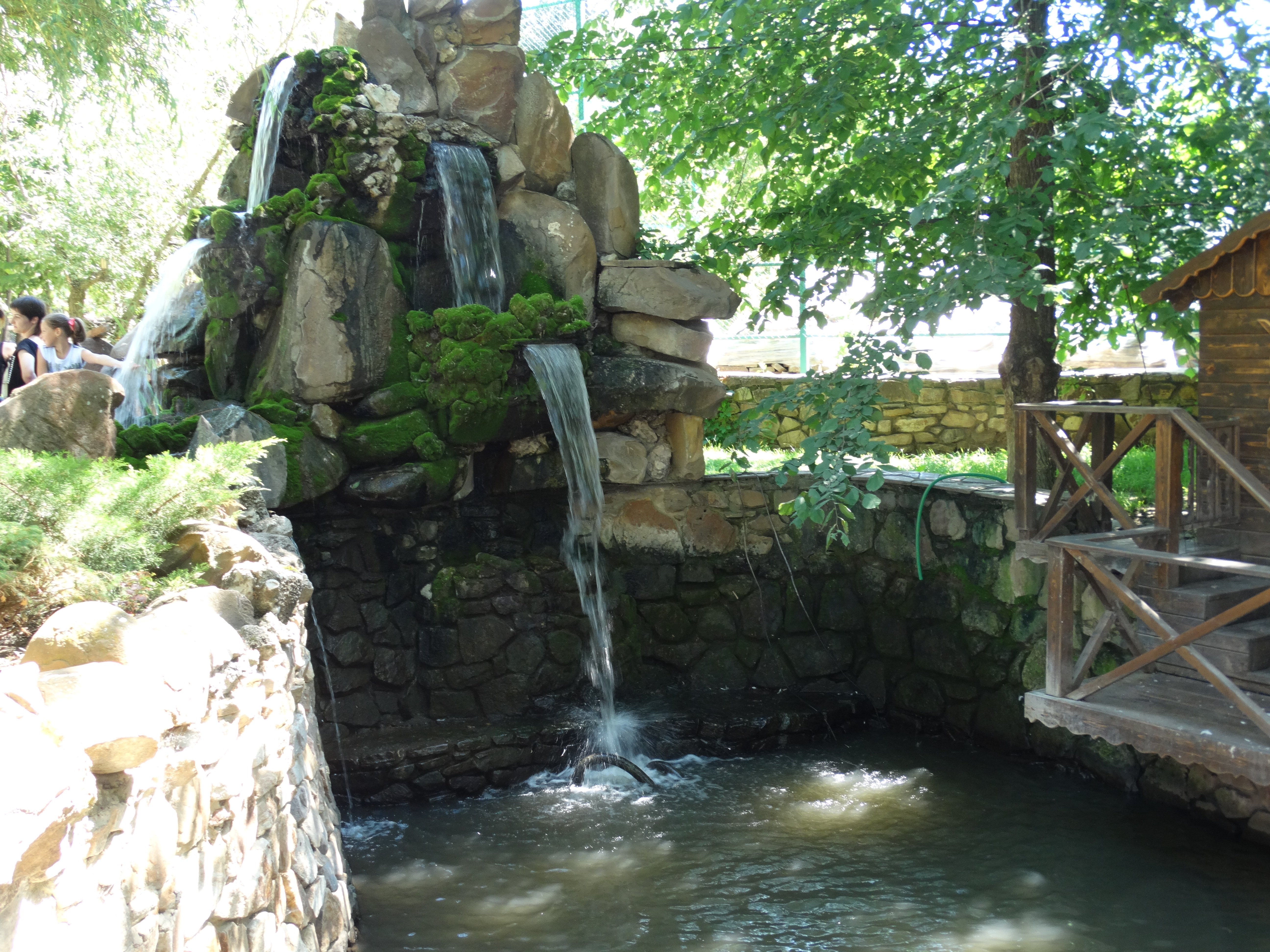
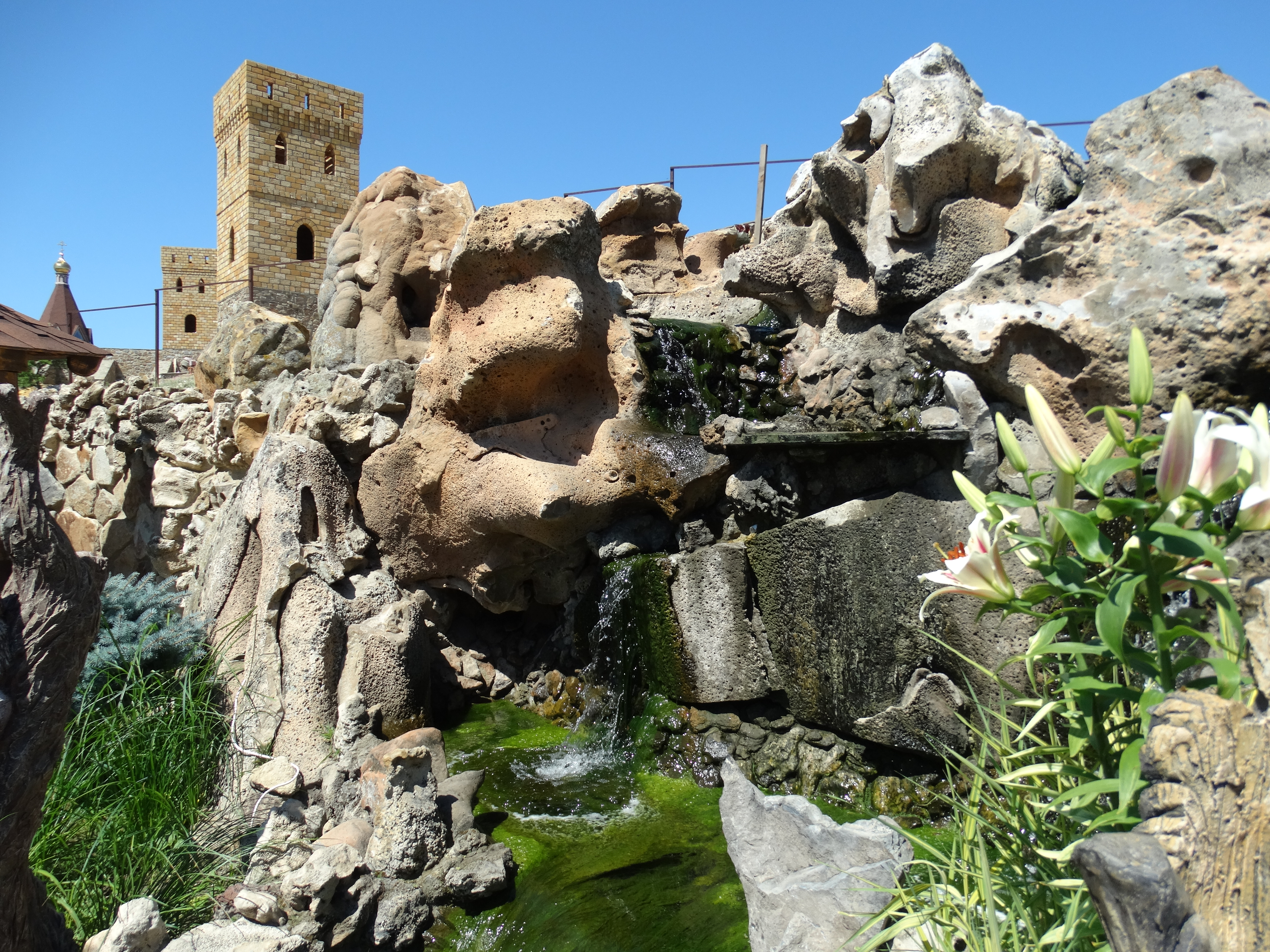
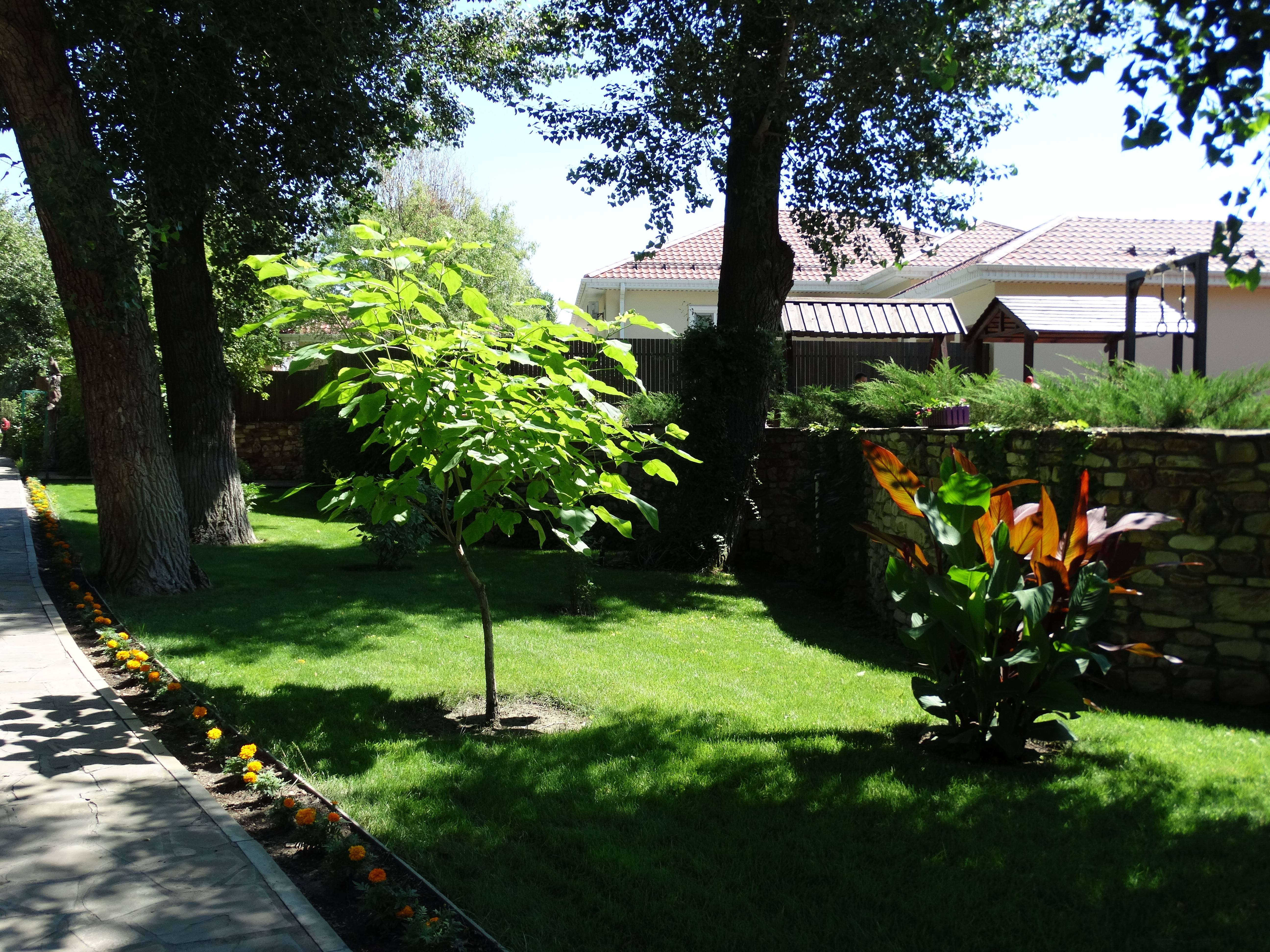